# Catarman (Camiguin)
Catarman è una municipalità di quinta classe delle Filippine, situata nella provincia di Camiguin, nella regione del Mindanao Settentrionale.
Catarman è formata da 14 baranggay:
- Alga
- Bonbon
- Bura
- Catibac
- Compol
- Lawigan
- Liloan
- Looc
- Mainit
- Manduao
- Panghiawan
- Poblacion
- Santo Niño
- Tangaro